# Valérie St. Jacques
Valérie St. Jacques (* 1983) ist eine kanadische Badmintonspielerin. 

## Karriere
Valérie St. Jacques gewann in Kanada vier Nachwuchstitel, ehe sie 2004 erstmals bei den Erwachsenen erfolgreich war und die Boston Open gewinnen konnte. 2005 war sie dort erneut erfolgreich. 2009 gewann sie die Panamerikameisterschaft im Damendoppel.

## Sportliche Erfolge
| Saison | Veranstaltung                      | Disziplin   | Platz | Name                                    |
| ------ | ---------------------------------- | ----------- | ----- | --------------------------------------- |
| 1998   | Kanada: Schülermeisterschaften U14 | Damendoppel | 1     | C. Lennox / Valérie St. Jacques, ON QC  |
| 1998   | Kanada: Schülermeisterschaften U14 | Dameneinzel | 1     | Valérie St. Jacques, QU                 |
| 1998   | Kanada: Schülermeisterschaften U14 | Mixed       | 1     | M. Laforest / Valérie St. Jacques, QU   |
| 1999   | Kanada: Jugendmeisterschaften      | Damendoppel | 1     | Valérie St. Jacques / C. Lennox QC / ON |
| 2004   | Boston Open                        | Damendoppel | 1     | Valérie Loker / Valérie St. Jacques     |
| 2005   | Boston Open                        | Damendoppel | 1     | Valérie St. Jacques / Lili Zhou         |
| 2009   | Panamerikameisterschaft            | Damendoppel | 1     | Valérie St. Jacques / Milaine Cloutier  |